# Kinderstar (Musik)
Kinderstars aus den Bereichen Musik und Gesang bezeichnet Personen, die vor ihrem 16. Geburtstag erste Erfolge im Musikbereich vorweisen konnten. Die hier gelisteten Personen hatten öffentliche Auftritte und/oder Fernsehauftritte sowie vertragliche Verpflichtungen im Rahmen der Unterhaltungsindustrie zu erfüllen, bevor sie 16 Jahre alt wurden.
Kinderstars, die auch als Film- und Fernsehdarsteller tätig sind oder waren, sind unter dem Eintrag Kinderdarsteller zu finden, wenn hier ihr künstlerischer Schwerpunkt lag. Außerdem gibt es Überschneidungen mit sogenannten Wunderkindern, der Bezeichnung für Kinder, die sich (oft aufgrund einer Hochbegabung) schon im Kindesalter in unterschiedlichen Bereichen durch überdurchschnittliche Fähigkeiten und öffentliche Erfolge hervorgetan haben.
Im Bereich der klassischen Musik sind neben Veröffentlichungen auch öffentliche Debütauftritte oder die Zulassung an Musikhochschulen ein Kriterium für die Listung.

## Allgemeines
Für junge Talente gibt es unterschiedliche Möglichkeiten entdeckt zu werden, die durch die Verbreitung von Inhalten über das Internet noch vielfältiger geworden sind.

### Musikwettbewerbe
In zahlreichen Ländern gibt es offizielle Förderprogramme für musikalische Nachwuchstalente, die so ihre Bekanntheit steigern können und sich zum Teil dauerhaft in der Musikszene etablieren.
Einige Beispiele hierfür sind:
- Europäische Union der Musikwettbewerbe für die Jugend
- Jugend musiziert
- Jeunesses Musicales International
- Local Heroes (Bandwettbewerb)
- Area Sanremo

### Fernsehformate
Im Unterhaltungsbereich sind darüber hinaus Castingshows und ähnliche TV-Formate, die vielen jungen Talente als Sprungbrett dienen.
Hierzu zählen unter anderem:
- Sämtliche Got-Talent-Showformate
- Globale The-Voice-Showformate (& Ableger wie The Voice Kids)
- Popstars
- American Idol (& American Juniors, USA)
- Sanremo Giovani

### Videoportale und Soziale Medien
Im Zeitalter des Internets laden Nutzer selbst erstellte Inhalte auf Videoportalen hoch, was mitunter dazu führen kann, dass diese von bereits etablierten Künstlern bemerkt werden, oder sich eine Fangemeinde bildet, die diese so oft teilt, dass ein eigener Hype entsteht.
Zu den beliebtesten Videoportalen zählen unter anderem:
- YouTube[2]
- Vimeo
- TikTok

Ein prominentes Beispiel für einen derartigen Karrierebeginn ist Justin Bieber. Seine Mutter stellte oftmals Videos von Justins Auftritten auf YouTube online, um sie der Verwandtschaft zu zeigen. Der Musikproduzent Scooter Braun, der gemeinsam mit Usher für ein Plattenlabel verantwortlich war, sah das Video eines Auftritts und sorgte dafür, dass das Nachwuchstalent mit 14 seinen ersten Plattenvertrag erhielt.

## Beispiele bekannter Kinderstars aus dem Musikbereich

### Asien

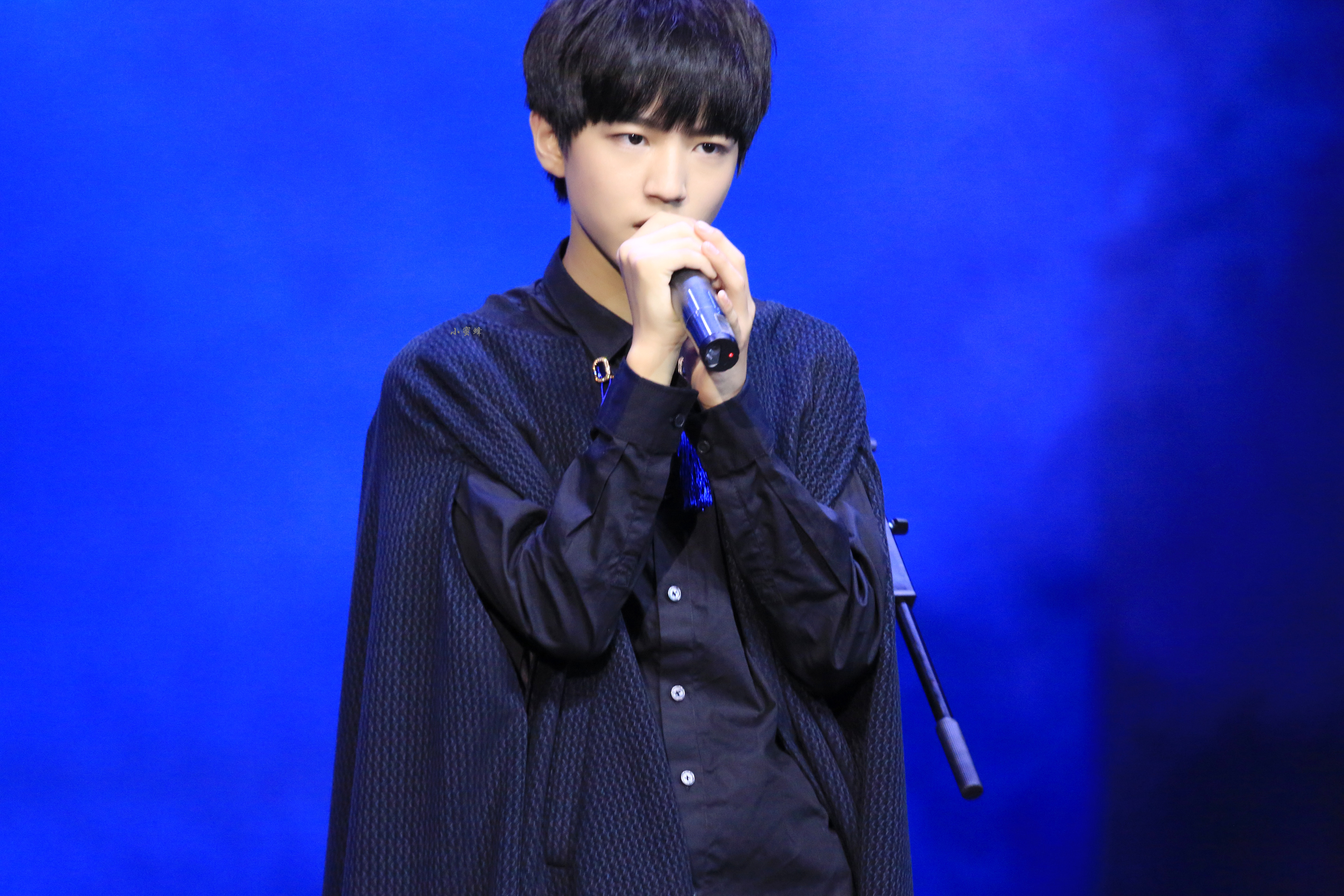
Karry Wang 2015 bei einem Auftritt mit den TFBoys

Die große Mehrheit der in Asien populären Stars, die bereits als Kinder im Musikbereich tätig waren, hat keine deutschsprachigen Einträge. Daher handelt es sich hier um eine kleine Auswahl.
| Name        | Lebensdaten | Land             | Bekannt für                                                                                 |
| ----------- | ----------- | ---------------- | ------------------------------------------------------------------------------------------- |
| Uudam       | (* 1999)    | China (Mongolei) | Schlagersänger, „Mutter in meinem Traum“ (梦中的额吉, 2011) Gewinner von China's Got Talent |
| Wang Junkai | (* 1999)    | China            | Als Karry Wang Sänger und Frontmann der Boygroup TFBoys; Heart (2013)                       |
| Tzuyu       | (* 1999)    | Taiwan           | Sängerin in der Girlgroup Twice; The Story Begins (2015)                                    |

### Europa

#### Nordeuropa

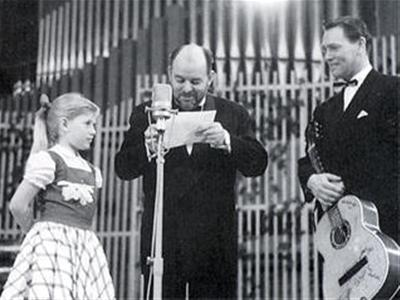
Gitte Hænning bei einem Fernsehauftritt, 1957

| Name            | Lebensdaten | Land     | Bekannt für                                                                 |
| --------------- | ----------- | -------- | --------------------------------------------------------------------------- |
| Gitte Hænning   | (* 1946)    | Dänemark | Schlagersängerin, „Ich heirate Pappi“ (auf Dänisch Giftes med farmand) 1954 |
| Anita Hegerland | (* 1961)    | Norwegen | Schlagersängerin, Schön ist es auf der Welt zu sein 1971 (mit Roy Black)    |
| Björk           | (* 1965)    | Island   | Sängerin, erstes Album Björk 1977                                           |
| Amy Deasismont  | (* 1992)    | Schweden | Sängerin, erste Chartplatzierungen mit der Single What’s In It For Me 2005  |

#### Westeuropa

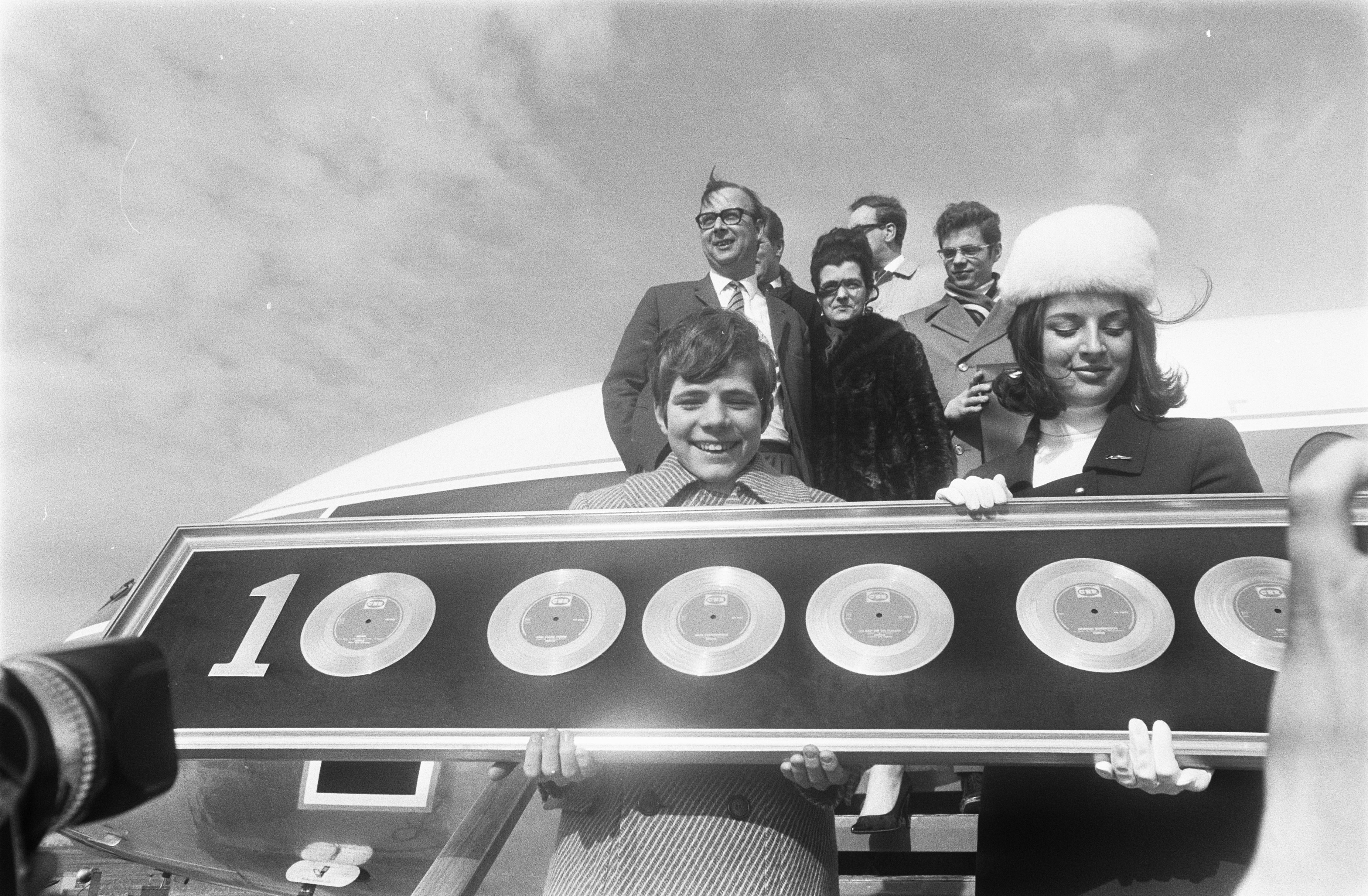
Heintje mit einigen seiner goldenen Schallplatten

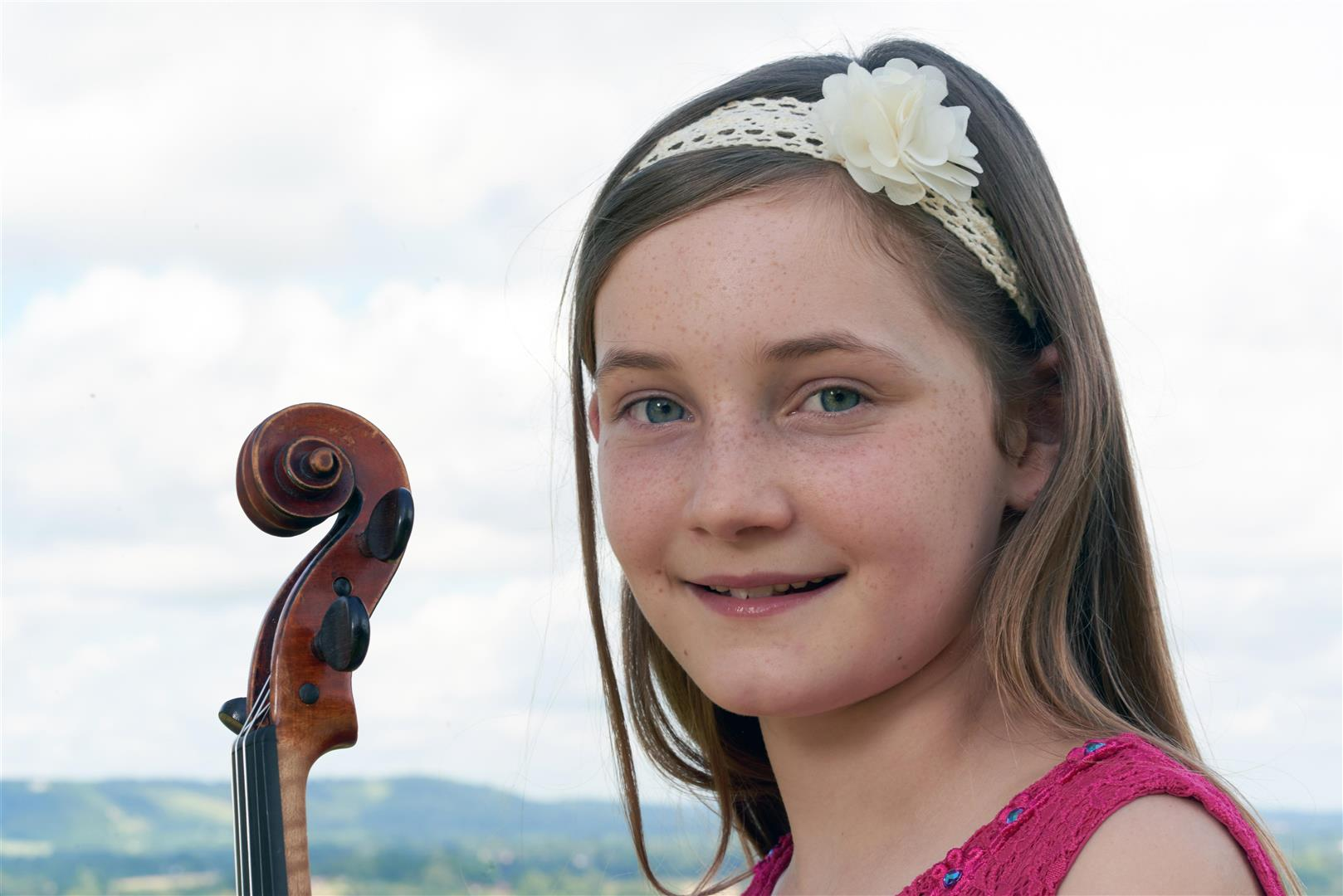
Alma Deutscher, 2016

| Name                  | Lebensdaten | Land                                | Bekannt für |
| --------------------- | ----------- | ----------------------------------- | --- |
| Heintje               | (* 1955)    | Niederlande                         | Schlagersänger, Mama 1967                                                                                       |
| Wilma Landkroon       | (* 1957)    | Niederlande                         | Schlagersängerin, Erste Alben auf Deutsch Meine kleine Herzensmelodie und Wilma singt zur Weihnacht, beide 1969 |
| Neil Reid             | (* 1959)    | Schottland (Vereinigtes Königreich) | Sänger; Debütalbum Neil Reid 1971                                                                               |
| Lena Zavaroni         | (1963–1999) | Vereinigtes Königreich              | Sängerin, erster Fernsehauftritt und Debütalbum Ma! (He’s Making Eyes at Me) 1974                               |
| Aled Jones            | (* 1970)    | Vereinigtes Königreich              | Pop- und Klassiksänger, Singlehit Walking in the Air 1985                                                       |
| Vanessa Paradis       | (* 1972)    | Frankreich                          | Sängerin, Nummer-eins-Hit Joe le taxi 1987                                                                      |
| Michael Patrick Kelly | (* 1977)    | Irland                              | Sänger, Auftritte mit der Kelly Family ab 1984                                                                  |
| Michael Junior        | (* 1986)    | Belgien                             | Sänger, Debütalbum Droomland 1999                                                                               |
| Jordy                 | (* 1988)    | Frankreich                          | Nummer-eins-Hits in Frankreich Dur dur d’être bébé 1992                                                         |
| Ilona Mitrecey        | (* 1993)    | Frankreich                          | Sängerin, Singlehit Un monde parfait 2005                                                                       |
| Birdy                 | (* 1996)    | Vereinigtes Königreich              | Sängerin, zuerst 2011 in den Britischen Singlecharts                                                            |
| Jasmine Thompson      | (* 2000)    | Vereinigtes Königreich              | Sängerin, zuerst 2013 in den Britischen Singlecharts                                                            |
| Alma Deutscher        | (* 2005)    | Vereinigtes Königreich              | Pianistin, Geigerin und Komponistin, erste CD mit eigener Klaviersonate 2013                                    |

#### Deutschland

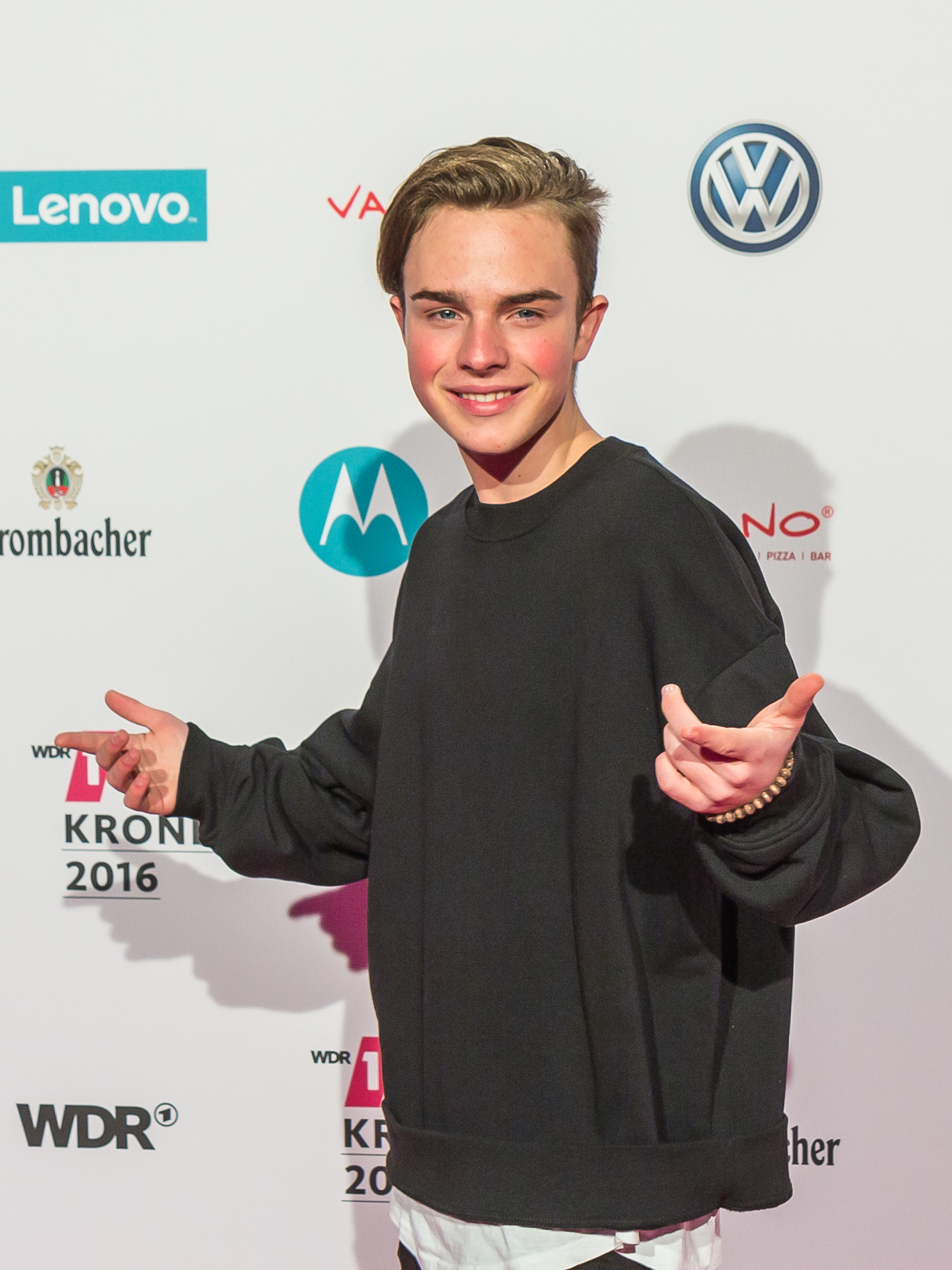
Mike Singer, 2016

| Name                   | Lebensdaten | Bekannt für                                                                                          |
| ---------------------- | ----------- | --- |
| Cornelia Froboess      | (* 1943)    | Schlagersängerin, Pack die Badehose ein (1951)                                                       |
| Anne-Sophie Mutter     | (* 1963)    | Geigerin, Debüt 1976 bei den Internationalen Musikfestwochen Luzern                                  |
| Nicki Doff             | (* 1963)    | Schlagersänger und Schlagzeuger, erstes Album als Der kleine Nicki 1971                              |
| Andrea Jürgens         | (1967–2017) | Schlagersängerin, u. a. Gewinnerin der ZDF-Hitparade 1978                                            |
| Stefanie Hertel        | (* 1979)    | volkstümliche Sängerin, Teddybärjodler (1985)                                                        |
| Jasmin Wagner          | (* 1980)    | Pop-Sängerin, zeitweise unter dem Künstlernamen Blümchen, Debütsingle Herz an Herz (1995)            |
| Gil Ofarim             | (* 1982)    | Pop- und Rocksänger, Debütsingle Round ‘N’ Round (It Goes) (1997)                                    |
| Bill und Tom Kaulitz   | (* 1989)    | Gründung der Band Tokio Hotel 2001                                                                   |
| Senta-Sofia Delliponti | (* 1990)    | Popsängerin, bekannt durch Star Search (2003), Smile (2003, als Mitglied von Star Search – The Kids) |
| Joy Gruttmann          | (* 1995)    | Kinderlied Schnappi (2004)                                                                           |
| Mike Singer            | (* 2000)    | Popsänger, bekannt durch The Voice Kids (2014), Only You (2014)                                      |

#### Süd- und Südosteuropa

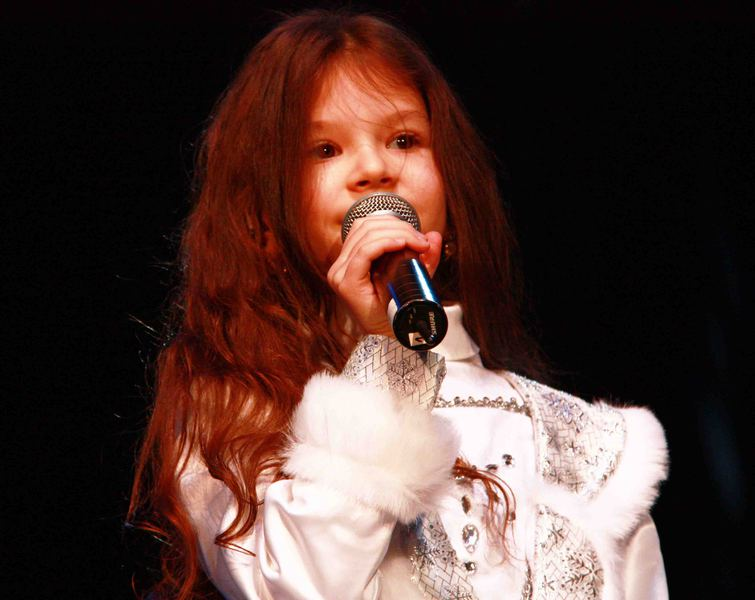
Cleopatra Stratan 2010 bei einem Konzert

| Name                   | Lebensdaten | Land            | Bekannt für |
| ---------------------- | ----------- | --------------- | --- |
| José Jiménez Fernández | (* 1943)    | Spanien         | Sänger und Kinderdarsteller, Debütalbum: Joselito – A Little Boy Sings Flamenco von 1959                                                                                      |
| Robertino Loreti       | (* 1946)    | Italien         | Knabensopran und Kinderdarsteller, ab den 1950er Jahren als Sänger aktiv, u. a. mit seiner Version des Schlagers Mamma                                                        |
| Cleopatra Stratan      | (* 2002)    | Republik Moldau | Sängerin, Album La vârsta de trei ani (Dt. Im Alter von drei Jahren) entstand 2005 und gilt als jüngste Personen, die mit einem Nummer-eins-Hit kommerziellen Erfolg erlangte |

### Nordamerika

#### USA

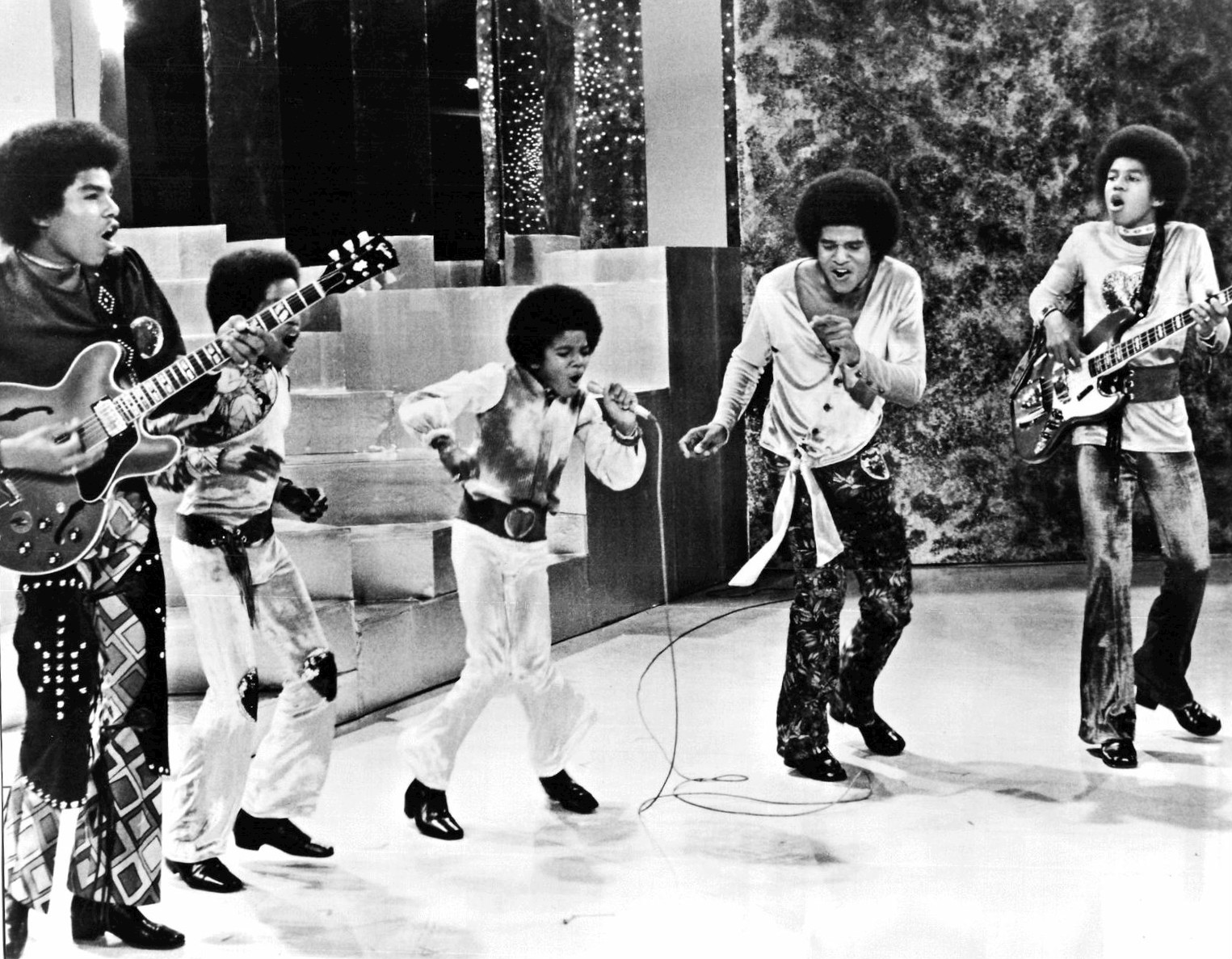
Michael Jackson bei einem Auftritt der Jackson Five 1971

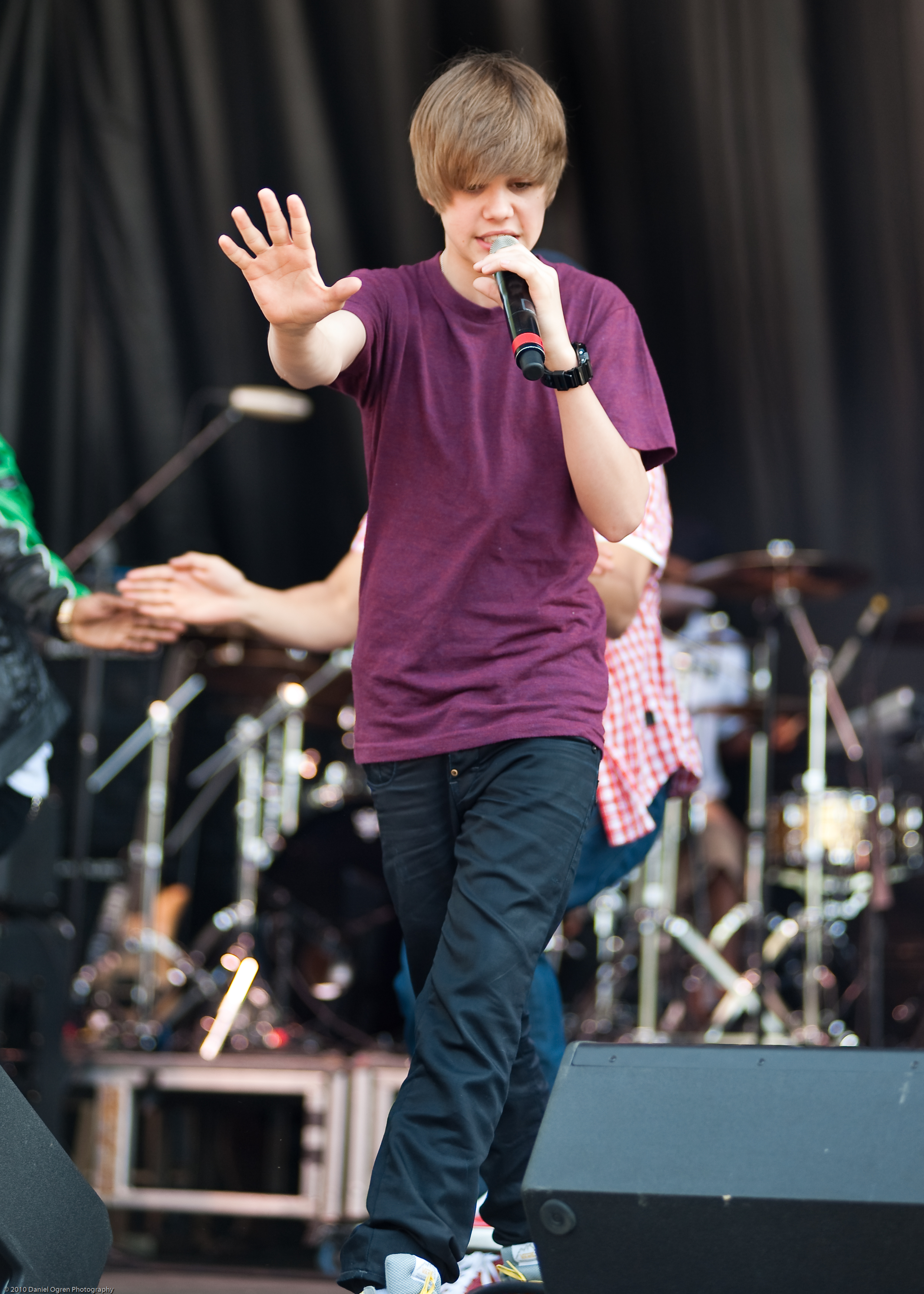
Justin Bieber 2010 bei einem Auftritt

| Name              | Lebensdaten | Bekannt für                                                                        |
| ----------------- | ----------- | ---------------------------------------------------------------------------------- |
| Stevie Wonder     | (* 1950)    | Sänger und Musiker, nahm 1962 seine Platte A Tribute to Uncle Ray auf              |
| Michael Jackson   | (1958–2009) | Sänger der Jackson Five ab 1966                                                    |
| Joey McIntyre     | (* 1972)    | New Kids on the Block ab 1984                                                      |
| Nick Carter       | (* 1980)    | Boygroup Backstreet Boys ab 1993                                                   |
| Justin Timberlake | (* 1981)    | Boygroup *NSYNC ab 1995                                                            |
| LeAnn Rimes       | (* 1982)    | Plattenvertrag bei Curb Records 1995                                               |
| Aaron Carter      | (1987–2022) | Sänger, Debüt-Single Crush on You 1997                                             |
| JoJo              | (* 1990)    | Sängerin, Leave (Get Out) war 2004 Platz eins der amerikanischen Hitparade         |
| Miley Cyrus       | (* 1992)    | Sängerin, Debütalbum Hannah Montana 2: Meet Miley Cyrus 2007 bei Hollywood Records |
| Jackie Evancho    | (* 2000)    | Sängerin (Pop und Klassik), Debütalbum Prelude to a Dream 2009                     |
| Emily Bear        | (* 2001)    | Komponistin, Sängerin, Pianistin, erstes Album Five Years Wise 2007                |
| Billie Eilish     | (* 2001)    | Sängerin, Ocean Eyes 2015                                                          |

#### Kanada
| Name          | Lebensdaten | Bekannt für                                                                                             |
| ------------- | ----------- | --- |
| Céline Dion   | (* 1968)    | Sängerin, die erste Platte La voix du bon dieu (Die Stimme des lieben Gottes) wurde 1981 veröffentlicht |
| Justin Bieber | (* 1994)    | Sänger, erster Plattenvertrag bei Island Records 2008                                                   |

### Südamerika
| Name       | Lebensdaten | Land        | Bekannt für                                                                                                   |
| ---------- | ----------- | ----------- | --- |
| Pablo Ruiz | (* 1975)    | Argentinien | Sänger, auch „Pablito“ genannt, erster Hit Mi chica ideal 1987 auf dem Debütalbum „Pablo Ruiz“                |
| Shakira    | (* 1977)    | Kolumbien   | Sängerin, später auch Songwriterin, ihr Debütalbum „Magia“ erschien 1991                                      |
| Sandy      | (* 1983)    | Brasilien   | Sängerin, zunächst Teil des Geschwister-Duos Sandy & Junior, das Debütalbum Aniversário do Tatu erschien 1991 |